# 아흐메드 샤피크
아흐메드 모하메드 샤피크(Ahmed Mohamed Shafik, أحمد محمد شفيق, IPA: [ˈʔæħmæd mæˈħæmːæd ʃæˈfiːʔ], 1941년 11월 25일 ~ )는 이집트의 정치인이자 군인으로, 2002년까지는 공군 장교로서 복무하여 공군 중장(Air Marshal)까지 진급했으며 2011년 1월부터 2011년 3월까지 호스니 무바라크 정권의 마지막 총리를 지냈다.
2012년 치러진 대선에서 무함마드 무르시와 2차 선거까지 접전하였으나, 낙선하였다.

## 역대 선거 결과
| 선거명      | 직책명          | 대수 | 정당   | 1차 득표율 | 1차 득표수  | 2차 득표율 | 2차 득표수   | 결과 | 당락 |
| ----------- | --------------- | ---- | ------ | ---------- | ----------- | ---------- | ------------ | ---- | ---- |
| 2012년 선거 | 이집트의 대통령 | 5대  | 무소속 | 23.66%     | 5,505,327표 | 48.27%     | 12,347,380표 | 2위  | 낙선 |